# Starvation Blues
Starvation Blues est un film américain réalisé par Richard Wallace et sorti en 1925.

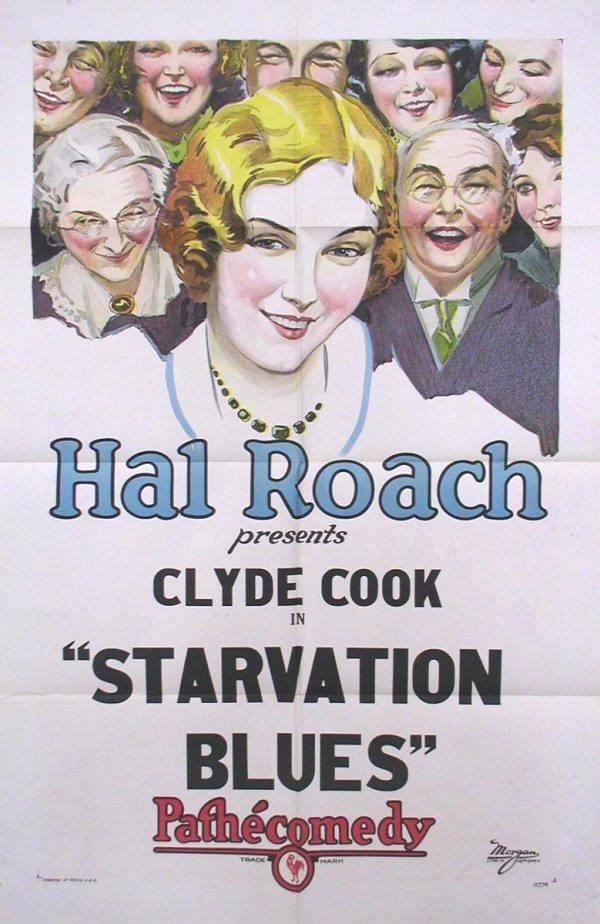
Affiche du film.

Stan Laurel, un des scénaristes du film, a repris une histoire similaire en 1930 dans En dessous de zéro  (Below Zero) avec Oliver Hardy.

## Fiche technique
- Réalisation : Richard Wallace
- Scénario : Stan Laurel, Sherbourne Shields, H.M. Walker, Richard Wallace
- Producteur : Hal Roach
- Photographie : Len Powers
- Montage : Richard C. Currier
- Distributeur : Pathé Exchange
- Date de sortie : 13 décembre 1925

## Distribution
- Clyde Cook : 1er musicien
- Syd Crossley : 2e musicien

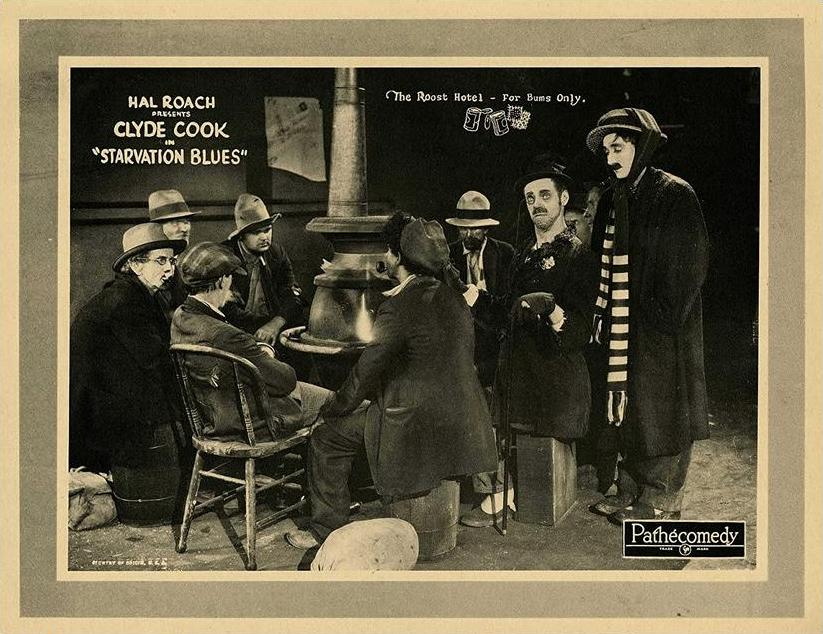
Clyde Cook dans une annonce pour Starvation Blues.

- Mildred June : la fille du propriétaire du café
- Cesare Gravina : le propriétaire du café
- Frederick Ko Vert: le danseur
- Fred Kelsey : l'officier
- Tiny Sandford : le policier